# Сейсмопартия
Сейсмопартия — посёлок в Красновишерском районе Пермского края. Входил в состав Красновишерского городского поселения.
Упразднён, в ОКТМО, в законе об административно-территориальном устройстве Пермского края, а также в законе о муниципальных образованиях Красновишерского района не значится, отсутствует и в законе об образовании Красновишерского городского округа.

## Географическое положение
Расположен на левом берегу реки Вишеры, примерно в 6,5 км к юго-западу от центра Красновишерска.

## Население
| 2010 |
| ---- |
| 81   |

## Улицы
- Геофизиков ул.[6]

## Топографические карты
- Лист карты P-40-127,128 Красновишерск. Масштаб: 1 : 100 000. Состояние местности на 1982 год. Издание 1988 г.